# Comuna Lăpușna, Hîncești
Comuna Lăpușna este o comună din raionul Hîncești, Republica Moldova. Este formată din satele Lăpușna (sat-reședință), Anini și Rusca.

## Demografie
Conform datelor recensământului din 2014, comuna are o populație de 5.022 de locuitori. La recensământul din 2004 erau 6.262 de locuitori.

## Administrație și politică
Componența Consiliului local Lăpușna (15 consilieri), ales la 5 noiembrie 2023, este următoarea:
|  | Partid                                       | Consilieri | Componență | Componență | Componență | Componență | Componență | Componență |
|  | -------------------------------------------- | ---------- | ---------- | ---------- | ---------- | ---------- | ---------- | ---------- |
|  | Partidul Acțiune și Solidaritate             | 6          |            |            |            |            |            |            |
|  | Partidul Liberal Democrat din Moldova        | 3          |            |            |            |            |            |            |
|  | Platforma Demnitate și Adevăr                | 2          |            |            |            |            |            |            |
|  | Candidat independent BORIS BARAȘ             | 1          |            |            |            |            |            |            |
|  | Candidat independent VASILE ROTARU           | 1          |            |            |            |            |            |            |
|  | Partidul Social Democrat European            | 1          |            |            |            |            |            |            |
|  | Partidul Socialiștilor din Republica Moldova | 1          |            |            |            |            |            |            |